# Niels Viggo Bentzon

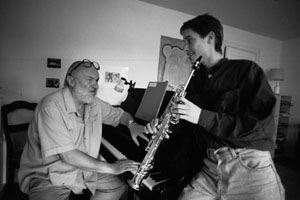
Niels Viggo Bentzon und Per Egholm (1986)

Niels Viggo Bentzon (* 24. August 1919 in Kopenhagen; † 25. April 2000 ebenda) war ein dänischer Komponist und Pianist.
Der Vetter von Jørgen Bentzon studierte von 1938 bis 1942 am Konservatorium  Kopenhagen Klavier, Orgel und Musiktheorie bei Knud Jeppesen. Zeitweise nahm er auch Unterricht bei dem Jazzpianisten Leo Mathisen. Er wirkte ab 1947 in Aarhus und ab 1949 in Kopenhagen als Lehrer (seit 1950 am Konservatorium in Kopenhagen).
Der überaus produktive Komponist – er hinterließ über sechshundert Werke – griff die stilistischen und technischen Neuerungen der modernen Musik auf. Neben einigen Opern, sechs Balletten, 24 Sinfonien und zahlreichen kammermusikalischen und Instrumentalwerken komponierte er Stücke für präpariertes und verstimmtes Klavier, Suiten für Beatensemble, Film-, Fernseh- und Bühnenmusiken und veranstaltete musikalische Fluxus-Happenings. Bentzon gehörte zur Musikerdynastie Hartmann und war über diese u. a. mit Lars von Trier verwandt.

## Werke (Auswahl)
- Sonate für Waldhorn und Klavier, op.47 (1947)[3]
- Sonate für Trompete und Klavier, op.73 (1951)[3]
- Trio für Trompete, Horn und Posaune, op.82 (1952)[3]
- Faust III Oper nach Johann Wolfgang von Goethe, Franz Kafka und James Joyce, op.144 (1964), UA Opernhaus Kiel, Dirigent Peter Ronnefeld
- Sonate für Posaune und Klavier, op.277 (1971)[3]
- Automaten, Kammeroper nach E. T. A. Hoffmann, op.328 (1974)
- „Fett und Filz“ für Tuba und Klavier, op.403,4 (1977)[3]